# 常州
常州（じょうしゅう）は、中国にかつて存在した州。隋代から元初にかけて、現在の江蘇省常州市一帯に設置された。

## 隋代
589年（開皇9年）、隋が南朝陳を滅ぼすと、晋陵郡が廃止されて、常州が置かれた。607年（大業3年）に州が廃止されて郡が置かれると、常州は毗陵郡と改称され、下部に4県を管轄した。隋代の行政区分に関しては下表を参照。
| 隋代の行政区画変遷 | 隋代の行政区画変遷   | 隋代の行政区画変遷   | 隋代の行政区画変遷          | 隋代の行政区画変遷 | 隋代の行政区画変遷          |
| 区分               | 開皇元年             | 開皇元年             | 開皇元年                    | 区分               | 大業3年                     |
| ------------------ | -------------------- | -------------------- | --------------------------- | ------------------ | --------------------------- |
| 州                 | 南豫州               | 南豫州               | 南豫州                      | 郡                 | 毗陵郡                      |
| 郡                 | 晋陵郡               | 江陰郡               | 義興郡                      | 県                 | 晋陵県 無錫県 江陰県 義興県 |
| 県                 | 晋陵県 無錫県 曁陽県 | 江陰県 利城県 梁豊県 | 陽羡県 臨津県 義郷県 国山県 | 県                 | 晋陵県 無錫県 江陰県 義興県 |

## 唐代
620年（武徳3年）、唐が杜伏威を降伏させると、毗陵郡は常州と改められた。742年（天宝元年）、常州は晋陵郡と改称された。758年（乾元元年）、晋陵郡は常州の称にもどされた。常州は江南東道に属し、晋陵・武進・江陰・義興・無錫の5県を管轄した。

## 宋代
宋のとき、常州は両浙路に属し、晋陵・武進・宜興・無錫の4県を管轄した。

## 元代
1277年（至元14年）、元により常州は常州路総管府と改められた。常州路は江浙等処行中書省に属し、録事司と晋陵・武進の2県と宜興州・無錫州の2州を管轄した。1357年、朱元璋により常州路は常州府と改められた。

## 明代以降
明のとき、常州府は南直隷に属し、武進・無錫・宜興・江陰・靖江の5県を管轄した。
清のとき、常州府は江蘇省に属し、武進・陽湖・無錫・金匱・江陰・宜興・荊渓・靖江の8県を管轄した。
1913年、中華民国により常州府は廃止された。